# شانه‌دارماهی
شانه‌دارماهی (نام علمی: Ctenochromis) نام یک سرده از تیره سیکلید است.